# Bundesstraße 501
De Bundesstraße 501 (afkorting: B 501) is een 39,1 kilometer lange bundesstraße in de Duitse deelstaat Sleeswijk-Holstein.

## Overzicht
- Lengte: 39,1 km
- Begin: Heiligenhafen
- eind : Neustadt (Holstein)

## Verloop
De weg begint bij de afrit Heiligenhafen-Ost aan de A 1 Puttgarden-Saarbrücken.
De weg loopt door Neukirchen, Grube, Schashagen, Grömitz, langs afrit Neustadt-Pelzerhaken A 1 om te eindigen in Neustadt.
B1 · B2 · B4 · B5 · B75 · B76 · B77 · B87 · B96 · B96a · B96b · B97 · B101 · B102 · B103 · B104 · B105 · B106 · B107 · B108 · B109 · B110 · B111 · B112 · B112n · B113 · B115 · B122 · B156 · B158 · B166 · B167 · B168 · B169 · B179 · B182 · B183 · B187 · B188 · B189 · B190n · B191 · B192 · B193 · B194 · B195 · B196 · B197 · B198 · B199 · B200 · B201 · B202 · B203 · B204 · B205 · B206 · B207 · B208 · B209 · B246 · B320 · B321 · B404 · B430 · B431 · B432 · B434 · B435 · B495 · B501 · B502 · B503